# Iris cathayensis
Iris cathayensis är en irisväxtart som beskrevs av Hisao Migo. Iris cathayensis ingår i släktet irisar, och familjen irisväxter. Inga underarter finns listade i Catalogue of Life.